# Mitosoma

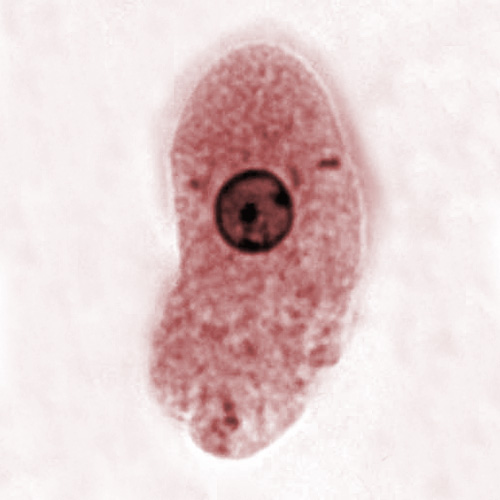
Entamoeba histolytica

Una mitosoma es un orgánulo encontrado en algunos organismos eucariontes unicelulares. Se descubrieron en los años 90 del siglo XX  y su función todavía no se comprende bien. Solo se los ha encontrado en los organismos anaerobios o microaerofílicos que no tienen mitocondrias. Estos organismos no tienen la capacidad de obtener energía por oxidación, que es realizado normalmente por las mitocondrias. Las mitosomas se encontraron primeramente en Entamoeba histolytica, un parásito intestinal de los seres humanos. También se han identificado en varias especies de Microsporidia y parásitos intestinales del género Giardia.
Las mitosomas derivan probablemente de las mitocondrias. Como estas, tienen una doble membrana y las proteínas le son entregadas por medio de una secuencia objetivo de aminoácidos. La secuencia objetivo es muy similar a la usada en las mitocondrias, y de hecho, una secuencia para las mitocondrias funcionará también para las mitosomas. Algunas proteínas asociadas a las mitosomas están relacionadas con las presentes en las mitocondrias.
Las mitosomas, al contrario que las mitocondrias, no contienen genes. Los genes para los componentes mitosomiales se encuentran en el genoma nuclear. Un informe temprano sugirió la presencia de ADN en este orgánulo, que ha sido desmentido por investigaciones más recientes.